# Универсидад Сесар Вайехо Клуб де Футбол
Универсидад Сесар Вайехо Клуб де Футбол (на испански: Universidad César Vallejo Club de Fútbol) е перуански футболен клуб от град Трухильо.
Клубът е основан на 6 януари 1996 г. Сред най-добрите му постижения са 3-то място в Примера, както и 1/4-финал в Копа Судамерикана.